# Glacé
Glacé (in lingua inglese The Frozen Dead) è una serie televisiva francese di stampo thriller andata in onda sul canale M6. Essa è ambientata nei Pirenei francesi. La serie, di sei episodi, è un adattamento del romanzo omonimo di Bernard Minier.
La serie è stata presentata in Francia, per la prima volta, il 10 gennaio 2017 su M6. Successivamente il titolo è diventato disponibile in Streaming in Australia su SBS on Demand nell'agosto 2017 per poi essere pubblicato completo su Netflix il 1º gennaio 2018.

## Trama
La storia inizia con la scoperta del cadavere senza testa di un cavallo appartenente a un ricco uomo d'affari, Eric Lombard, nella città francese di Saint-Martin-de-Comminges, nei Pirenei. 
Il caso viene quindi assegnato al comandante Martin Servaz, assistito dal capitano della polizia locale Irène Ziegler.
Quando Servaz e Ziegler trovano la testa del cavallo scomparsa trovano anche, sulla scena del crimine, del DNA appartenente al serial killer Julian Hirtmann. Però Hirtmann è incarcerato a Warnier, una prigione psichiatrica di massima sicurezza, dove la giovane psichiatra Diane Berg mostra un interesse inusuale per lui. In seguito il caso viene collegato ai "suicidi" di tre ragazze adolescenti in un campo estivo avvenuti 15 anni prima.

## Episodi
| Stagione       | Episodi | Primo episodio  | Ultimo episodio |
| -------------- | ------- | --------------- | --------------- |
| Prima stagione | 6       | 10 gennaio 2017 | 24 gennaio 2017 |

## Personaggi e interpreti
- Martin Servaz, interpretato da Charles Berling, è il comandante nel dipartimento investigativo criminale della polizia di Tolosa.
- Irène Ziegler, interpretata da Julia Piaton, è il capitano della squadra detective di Saint Martin's.
- Julian Hirtmann, interpretato da Pascal Greggory, è un pazzo criminale internato presso il manicomio Warnier.
- Diane Berg, interpretata da Nina Meurisse, è la nuova psicologa del manicomio criminale dove è stato ricoverato Hirtmann.
- Elisabeth Ferney, interpretata da Lubna Azabal, è la sovraintendente di Diane Berg e ricopre anche lei il ruolo di psicologa.
- Catherine "Cathy" d'Humières, interpretata da Anne Le Ny, è il procuratore generale.
- Raphaël Delaunay, interpretato da Robinson Stévenin.
- Eric Lombard, interpretato da Robert Plagnol, è un ricco imprenditore, proprietario di "Freedom" (il cavallo decapitato).
- Greta, interpretata da Sophie Guillemin, è la partner di Irène Ziegler ed è proprietaria della locanda locale dove sta alloggiando Servaz.

## Trasmissione
Il debutto su M6 è stato visto da un pubblico medio di 4,85 milioni di telespettatori, pari al 19,3% di share. È stata la migliore share di una prima visione di una serie drammatica francese sul canale dal 2010.

## Premi
La serie è stata candidata al "Festival of Fiction TV" di La Rochelle, nel settembre 2016, dove ha vinto il premio di "miglior serie".